# Eukoenenia fossati
Espèce
Eukoenenia fossati est une espèce de palpigrades de la famille des Eukoeneniidae.

## Distribution
Cette espèce est endémique de Madagascar. Elle se rencontre vers Ambodihatafana.

## Publication originale
- Rémy, 1960 : Palpigrades de Madagascar. II. Mémoires de l'Institut Scientifique de Madagascar, sér. A, vol. 13, p. 33–66.